# Frauen sind doch bessere Diplomaten
Frauen sind doch bessere Diplomaten é um filme alemão de 1941, do gênero comédia musical, dirigido por Georg Jacoby e estrelado por Marika Rökk, Willy Fritsch e Aribert Wäscher, baseado em um romance de Hans Flemming.

## Enredo
Em 1848, a dançarina Marie-Luise Pally (Marika Rökk) é enviada em missão diplomática ao Parlamento de Frankfurt na tentativa de deter o fechamento do cassino de seu tio.

## Elenco
- Marika Rökk ... Marie-Luise Pally

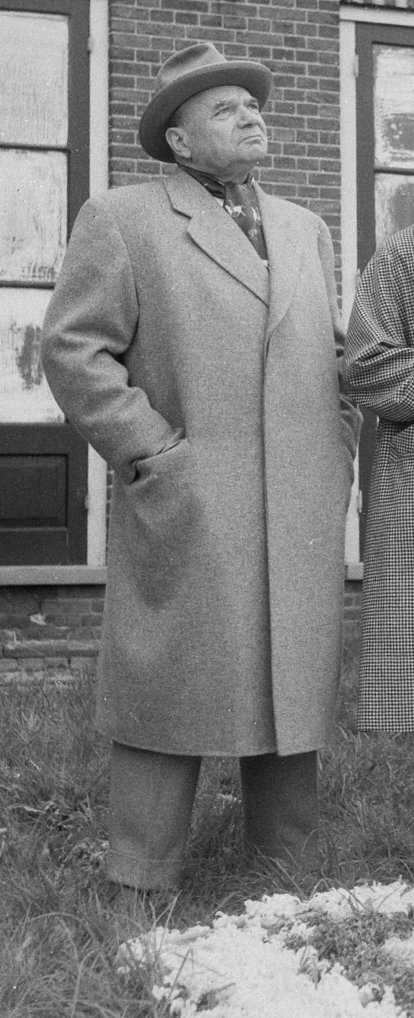
Georg Jacoby, diretor

- Willy Fritsch ... Rittmeister von Karstein
- Aribert Wäscher ... Der Landgraf
- Hans Leibelt ... Geheimrat Berger
- Ursula Herking ... Mariechen
- Herbert Hübner ... Dr. Schuster
- Carl Kuhlmann ... Paul Lamberg - diretor do Cassino Homburg
- Georg Alexander ... Viktor Sugorsky
- Leo Peukert ... Der Bürgermeister
- Erika von Thellmann ... Seine Frau
- Karl Günther ... Der General
- Rudolf Carl ... Karl Bursche des Rittmeisters von Karstein
- Edith Oß ... Annette
- Rolf Heydel ... Hanussen
- Käte Kühl ... Frau Lamberg
- Erich Fiedler ... Kellner